# Phytophthora cactorum
Phytophthora cactorum (Lebert & Cohn) J. Schröt – gatunek organizmów należący do grzybopodobnych lęgniowców. U licznych gatunków roślin wywołuje chorobę zwaną fytoftorozą. Fytoftorozy te w leśnictwie nazywane są fytoftorozą drzew, w sadownictwie zgnilizną pierścieniową podstawy pnia drzew owocowych.

## Systematyka i nazewnictwo
Pozycja w klasyfikacji według Index Fungorum: Phytophthora, Peronosporaceae, Peronosporales, Peronosporidae, Peronosporea, Incertae sedis, Oomycota, Chromista.
Po raz pierwszy takson ten zdiagnozowali w 1875 r. Hermann Lebert i Ferdinand Julius Cohn nadając mu nazwę Peronospora cactorum. Obecną, uznaną przez Index Fungorum nazwę nadał mu w 1889 r. Joseph Schröter.
Synonimy:

- Nozemia cactorum (Lebert & Cohn) Pethybr. 1913
- Nozemia fagi (R. Hartig) Pethybr. 1913
- Peronospora cactorum Lebert & Cohn 1875
- Peronospora fagi R. Hartig 1875
- Phloeophthora cactorum (Lebert & Cohn) G.W. Wilson 1914
- Phytophthora cactorum (Lebert & Cohn) J. Schröt. 1886 var. cactorum
- Phytophthora fagi (R. Hartig) Magnus 1893
- Phytophthora omnivora de Bary 1881
- Phytophthora omnivora f. eriobotryae Dufrénoy 1927
- Phytophthora omnivora de Bary 1881 f. omnivora
- Phytophthora omnivora de Bary, 1881 var. omnivora

## Morfologia
Charakterystyczną cechą tego gatunku jest występowanie na zarodniach bardzo krótkich trzoneczków o długości do 5 μm. Strzępki przeważnie o szerokości 6 μm, ale mogą być nieregularnie miejscami zgrubiałe. Chlamydospory wytwarzane są tylko przez niektóre szczepy. Mają szerokość zazwyczaj do 33 μm, ale czasami aż do 55 μm i ścianę o grubości 1–1,5 μm. Sporangiofory regularnie sympodialnie rozgałęzione, cienkie (o szerokości zaledwie 0,5–1 μm), z lekkim nabrzmieniem u podstawy każdej gałązki. Przegroda oddzielająca zarodnie od trzoneczków znajduje się w odległości 3–4 μm od podstawy trzoneczka. Zarodnie wyrastają obficie, są szeroko i regularnie elipsoidalne lub jajowate. Mają rozmiar 36–50(–55) × 28–35(–40) μm i posiadają na szczycie dobrze widoczną brodawkę (papillate). Oospory zdecydowanie aplerotyczne, zwykle o średnicy 20–26 μm i bezbarwnej ścianie o grubości 2 μm. Lęgnie o średnicy (19–)25–32(–38) μm, kształcie kulistym lub zwężającym się ku podstawie i hialinowej lub lekko żółtej, gładkiej ścianie. Plemnie jednokomórkowe, parageniczne, niemal kuliste, o średnicy 15(–21) × 13 μm.
Grzybnia heterotaliczna. Hodowana na sztucznym podłożu PDA tworzy kolonie delikatnie promieniste, zwarte i bez wyraźnej granicy. Minimalna temperatura wzrostu 2 °C, optymalna 25 °C, maksymalna 31 °C.

## Występowanie i siedlisko
Gatunek rozprzestrzeniony na całym świecie. Pasożyt i saprotrof bardzo wielu gatunków roślin. Lista jego żywicieli obejmuje 54 rodziny (szczególnie różowate) i ponad 150 rodzajów, w tym jesion, buk, brzoza, dąb, jarząb, wiśnia, lipa, olsza, iglaste, jabłko, gruszka, morela, truskawka, dyniowate, bakłażan, kaktusy, agrest, rododendron, rabarbar, awokado. U roślin uprawnych w Polsce wywołuje choroby: czarna zgnilizna korzeni truskawki, pierścieniowa zgnilizna podstawy pędu porzeczki, skórzasta zgnilizna owoców truskawki, zgnilizna karp rabarbaru, zgnilizna pierścieniowa podstawy pnia drzew owocowych, zgorzel kaktusów, zgorzelowa plamistość różanecznika.